# HC Rychenberg Winterthur
Der Hockey Club Rychenberg Winterthur (kurz «HCR») ist ein Schweizer Unihockeyverein aus Winterthur, welcher in der höchsten Schweizer Spielklasse, der Unihockey Prime League, mitspielt. Der Verein wurde 1983 als erster Unihockeyklub der Stadt Winterthur gegründet und war im gleichen Jahr einer von 22 Initianten des Schweizer Unihockeysports.
Das Fanionteam spielt seit der Klubgründung ununterbrochen in der höchsten Schweizer Spielklasse, wurde in dieser Zeit viermal Vizemeister (1986, 1992, 1993 und 2010) und gewann vier Mal den Schweizer Cupwettbewerb (1986, 1988, 1991 und 1996).
Seine Heimspiele trägt der Verein in der AXA-Arena aus.
Das erfolgreichste Damenteam der Schweiz, die Red Ants Rychenberg Winterthur, waren ehemals die Damensektion des HCR und feierte als HC Rychenberg bereits 12 Meistertitel und gewann 5× den Schweizer Cup. Die Damensektion spaltete sich im Jahr 2000 zwecks bessere Identifikation der Damensektion vom Verein ab.

## Geschichte

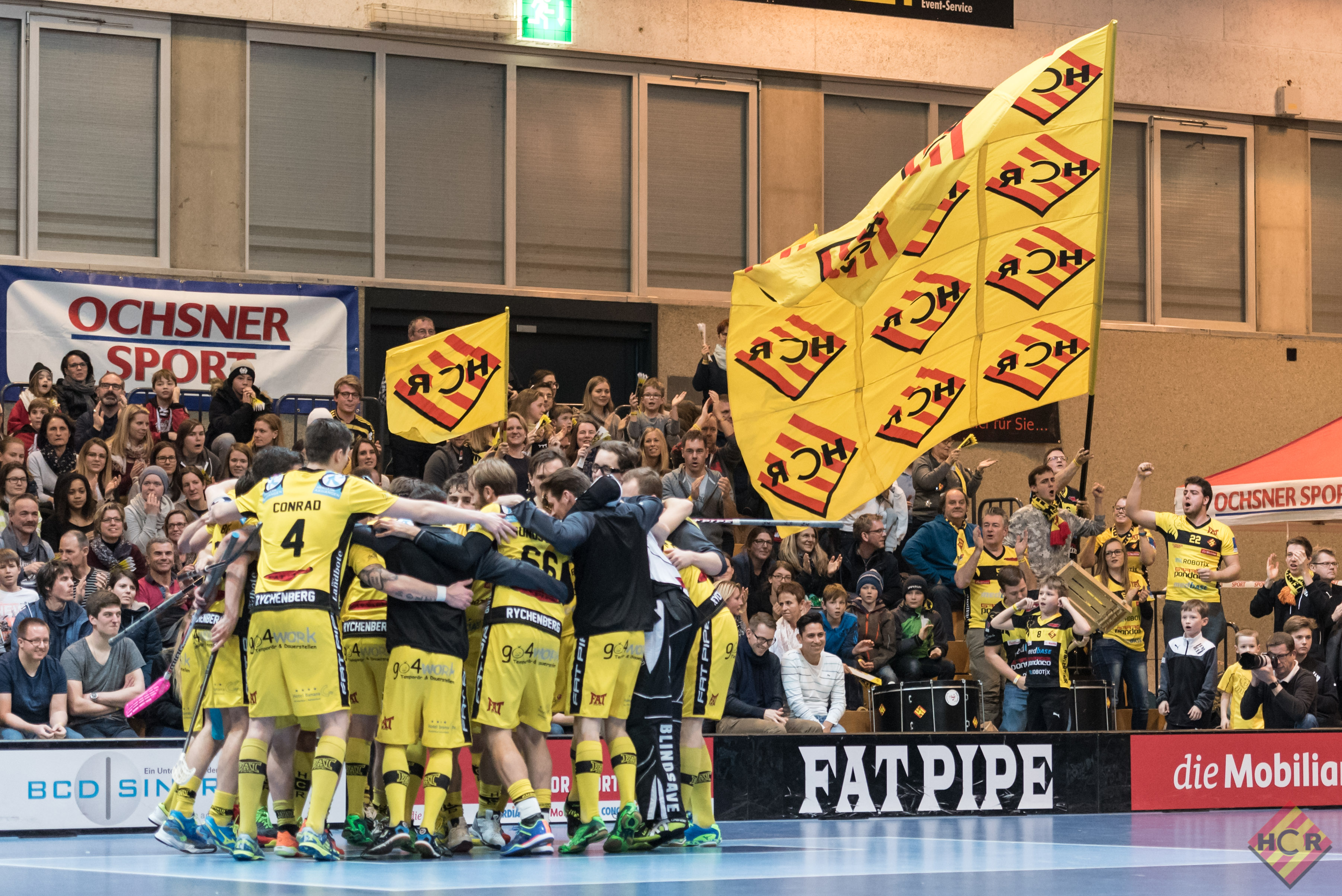
Eventheimspiel 2017 gegen Floorball Köniz vor ausverkauften Rängen in der Eulachhalle.

Die Anfänge des HC Rychenberg liegen in den 1970er Jahren. Damals vergnügten sich mehrere Jahre lang einige Primarschüler auf dem Parkplatz der Kantonsschule Rychenberg mit Strassenhockey. Es waren die gleichen Schüler, die einige Jahre später auf der Treppe zum Pausenplatz der Kantonsschule den HC Rychenberg ins Leben riefen.
Als der harte Kern bereits im Mittelschulalter stand, wurde aus dem Gegeneinander ein Miteinander. An die Stelle der Turniere untereinander trat der regelmässige Kräftevergleich mit einer ähnlichen Quartiergemeinschaft aus dem Winterthurer Vorort Sulz-Rickenbach. Auf dem Hintergrund dieser Lokalderbys gab sich die Mannschaft aus der Eulachstadt den heute noch gültigen Namen Hockeyclub Rychenberg Winterthur. Mit der Zeit förderten die Konfrontationen mit Sulz-Rickenbach aber nichts mehr Neues zu Tage und verloren dadurch ihren Reiz. Der Moment war günstig, nach Alternativen Ausschau zu halten. Das Schicksal meinte es gut mit den hockeybegeisterten Winterthurern, denn just in dieser Zeit initiierte der Schweizerische Landhockeyverband (SLHV) eine Versuchsmeisterschaft für Unihockey.

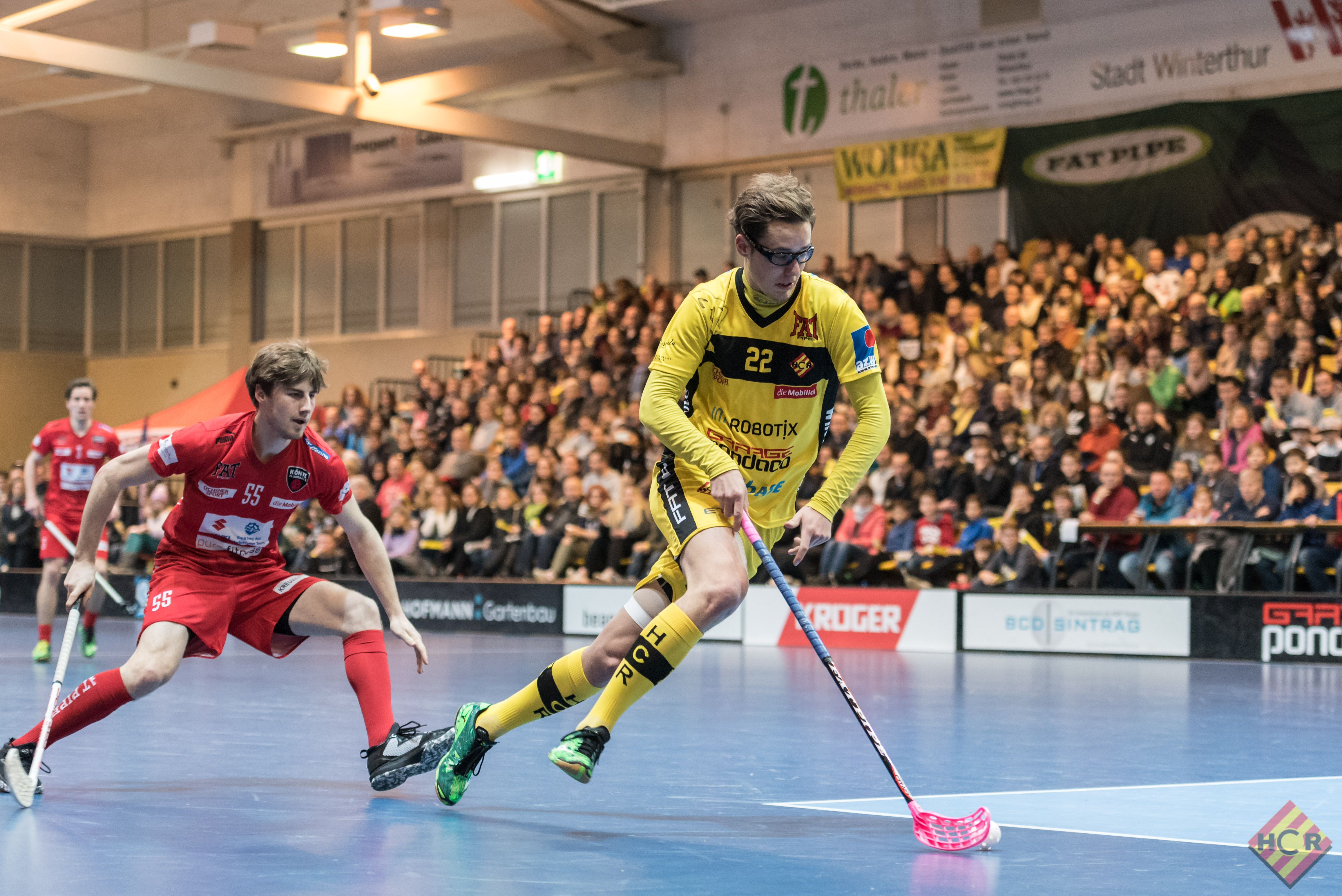
Michel Wöcke gegen Floorball Köniz.

Das Zeitrechnung hiesigen Unihockeys begann am 6. Februar 1983. Zweiundzwanzig Mannschaften nahmen beim ersten von vier Turnieren der Versuchsmeisterschaft in der universitären Sportanlage in Zürich-Fluntern teil, darunter der HC Rychenberg. National wie international geläufige Namen wie Felix Arbenz und Konrad Lieske waren zwei der Teamstützen dieser Mannschaft der ersten Stunde. Am Ende der Versuchsmeisterschaft schaute für die Winterthurer ein zehnter Rang heraus, was ihnen die Qualifikation für die erste offizielle Meisterschaft des Landhockeyverbandes eintrug. Es kam, was kommen musste: Kurze Zeit nach dem finalen Turnier gab sich der HC Rychenberg am Freitag, dem 13. Mai 1983 anlässlich der Gründungsversammlung auf der Treppe zum Pausenplatz der Kantonsschule Rychenberg ein offizielles Gewand und schuf damit die nötige Voraussetzung, um die Option auf die Teilnahme an der ersten Nationalliga A-Meisterschaft 1983/84 einlösen zu können.
In der Folge wurde diese Teilnahmeoption für die erste Meisterschaft 1983/84 eingelöst. Die Gelb-Rot-Schwarzen steigerten sich in der ersten offiziellen Meisterschaft um vier Ränge auf Platz 6 und stiessen beim ersten Cupwettbewerb ins Halbfinal vor. Doch bereits Ende der Saison rutschte der HCR in die erste Krise: Unmittelbar nach Saisonschluss verliessen acht Spieler den Verein, gründeten zusammen mit den ehemaligen Konkurrenten aus Rickenbach unter dem Namen UHC Sulz-Rickenbach einen eigenen Klub und dünnten damit die Spielerdecke des HC Rychenberg aus. Der Pionier unter den Winterthurer Unihockeyclubs erholte sich binnen kurzer Zeit vom Ungemach und gedieh in den folgenden Jahren prächtig. Die Mitgliederzahl stieg stetig auf zwischenzeitlich über 250 Aktive an, davon mehr als 160 im JuniorInnenalter, was hohe Anforderungen an die Administration stellte und mehrmals einen strukturellen Um- und Ausbau von Verwaltung und Organisation zur Folge hatte.

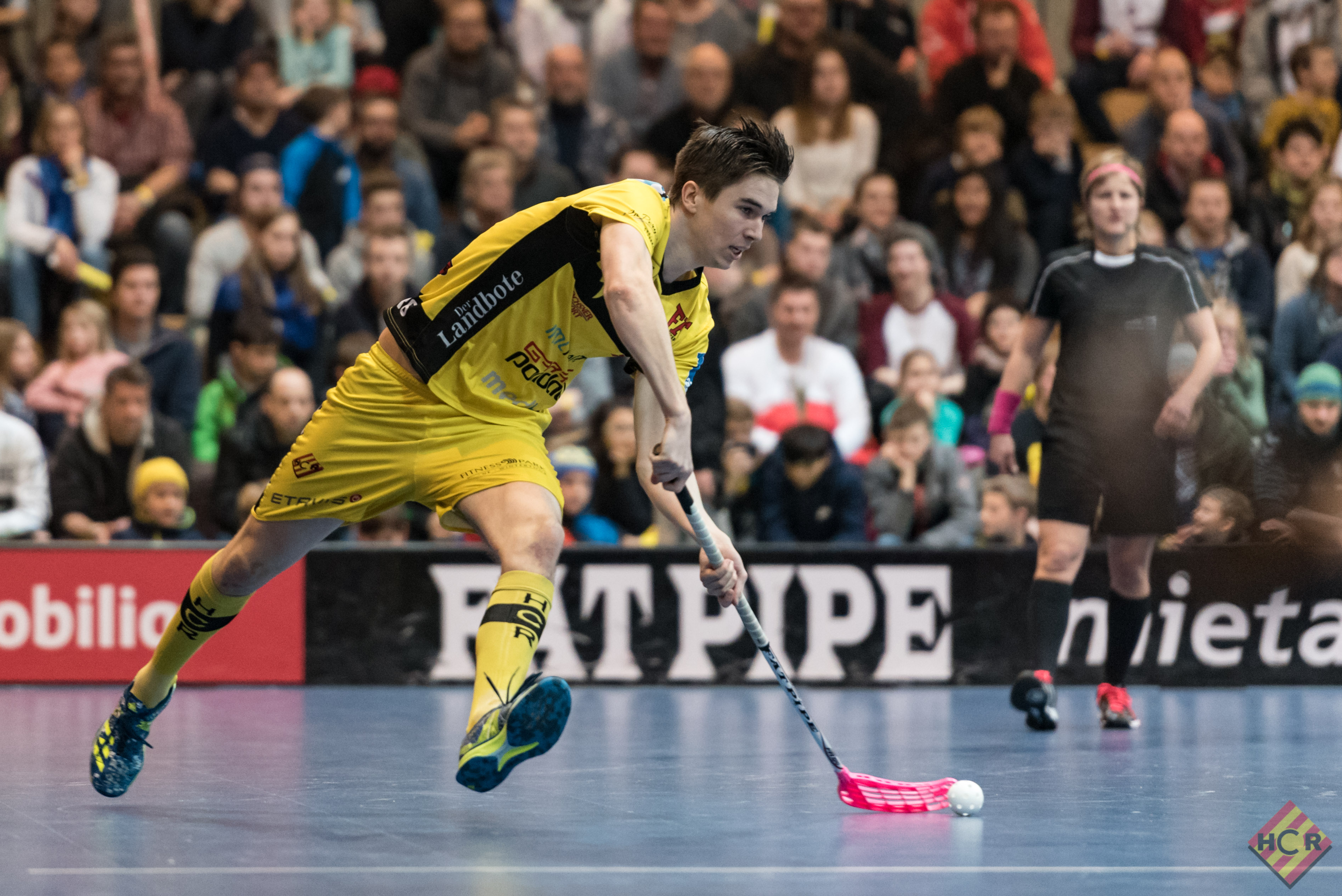
Verteidiger Nils Conrad.

In der Folgezeit von 1984 bis 1988 erlebte der HCR eine Blütephase und belegte in vier hintereinanderliegenden Saisons immer Platz 2 oder 3 und gewann zweimal den Pokal (1985/1986 und 1987/1988). Während dieser Phase im Jahre 1986 wurde auch die erfolgreiche Damensektion gegründet, die von Beginn an das Geschehen im Schweizer Damenunihockey dominierte und sich 2000 schliesslich als Red Ants Rychenberg Winterthur verselbständigte. 1988 kam es noch zu Fusionsgesprächen zwischen dem ehemaligen UHC Winterthur-Eulach und dem HCR, die jedoch scheiterten. Die Damensektion gewann bis auf 1990 alle Meistertitel bis zu seiner Loslösung vom Verein. Die Herrensektion des Vereins stieg seit Beginn der Schweizerischen Unihockeyliga nie ab und ist damit der einzige Verein der immer in der höchsten Liga spielte. 2005 schloss sich der 1992 gegründete Winterthurer Quartierclub und 3. Liga-Verein UHC Rosenberg Winterthur dem HCR an.
Der HC Rychenberg ist trotz hartnäckiger Konkurrenz in der Stadt und im Kanton der einzige Verein der Schweiz, der ohne Fusion seit Beginn der nationalen Unihockey-Zeitrechnung der Nationalliga A angehört.
Seit August 2018 trainiert und spielt der HC Rychenberg Winterthur in seiner neuen Heimstätte der AXA Arena in Winterthur. Mit 1950 Sitzplätzen ist diese Arena ein idealer Ort für spannendes Spitzenunihockey in Winterthur. Der 19. März 2019 geht in die Geschichte der AXA Arena ein. Erstmals seit dem Bau der AXA Arena, gelingt es dem HC Rychenberg, in einem Playoffspiel gegen GC Unihockey, die Halle bis auf den letzten Platz zu füllen. Mittlerweile gelingt es dem HC Rychenberg Winterthur, auch während den Qualifikationsspielen vor ausverkauften Rängen zu spielen, so beispielsweise am 17. Februar 2024 gegen Grasshoper Club Zürich. Während der Saison 23/24 verzeichnete der HCR einen Zuschauerdurchschnitt von 1392.

## HC Rychenberg Winterthur - Cupsieger 2025

### Geschichte und Triumph
Der HC Rychenberg Winterthur hat im Jahr 2025 einen historischen Erfolg erzielt, indem der Verein nach 28 Jahren wieder den Schweizer Unihockey Cup gewann. Im Finalspiel setzten sie sich mit einem deutlichen 7:2-Sieg gegen den Titelverteidiger Zug United durch. Die Partie wurde in der Berner Wankdorfhalle ausgetragen, die sich durch die Fangemeinschaft vom HC Rychenberg in eine gelbe, euphorische Kulisse umwandelte.

### Bedeutung des Erfolgs
Der Cupsieg markiert den ersten von HC Rychenberg seit 1996. Die Mannschaft, der Staff sowie alle Beteiligten zeigten eine unermüdliche Leistung auf als auch neben dem Spielfeld. Die starke Winterthurer Gemeinschaft, die engagierte Fancommunity und der tatkräftigen Unterstützung zahlreicher Personen - von Spielern, Trainern und Funktionären bis hin zu Helferinnen und Helfern. Zudem trugen Sponsoren, Partner und Gönner wesentlich zur erfolgreichen Entwicklung des Vereins bei.

## Rychi Berger
Rychi Berger, das Maskottchen des HC Rychenberg, ist ein zentraler Sympathieträger und erfreut sich großer Beliebtheit bei Fans aller Altersgruppen. Bekannt als beliebtes Fotomotiv und geschätzt für seine humorvolle Art, trägt er massgeblich zur Stimmung bei den Heimspielen des NLA-Clubs bei. Rychi Berger gilt als das bekannteste Maskottchen der höchsten Schweizer Unihockey-Liga.

### Rychi's Leuebandi
Rychi Berger führt den offiziellen Kinderfanclub, Rychi's Leuebandi, vom HC Rychenberg Winterthur an.
Der Club richtet sich an begeisterte Unihockeyfans bis zum Alter von 10 Jahren und bietet eine Vielzahl an Aktivitäten und Überraschungen für den Nachwuchs.
In Rychi's Leuebandi haben junge Fans die Möglichkeit, die Heimspiele der NLA-Mannschaft live in der Arena zu erleben. Dabei können sie das HCR-Maskottchen Rychi Berger persönlich treffen, das bei den Spielen regelmäßig für gute Laune sorgt. 
Der Kids-Club fördert die Begeisterung für Unihockey und den HCR und ermöglicht es jungen Fans, das Spielgeschehen hautnah mitzuerleben und sich aktiv am Vereinsleben zu beteiligen.

## Erfolge

### 1. Mannschaft HC Rychenberg Winterthur
- Cupsieger: 1986, 1988, 1991, 1996, 2025
- Cupfinale: 1986, 1988, 1991, 1992, 1996, 2002, 2006, 2017, 2022, 2024, 2025
- Vizemeister: 1986, 1992, 1993, 2010
- 3. Rang: 1985, 1987, 1988, 1995, 2003, 2004, 2005, 2007, 2013, 2016, 2018, 2023

### Damensektion bis ins Jahr 2000
- Schweizer Meister: 1987, 1988, 1989, 1991, 1992, 1993, 1994, 1995, 1996, 1997, 1998, 1999, 2000
- Cupsieger: 1987, 1991, 1993, 1998, 1999, 2000
- Silbermedaille beim Europa-Cup: 1994, 1998, 2000
- Bronzemedaille beim Europa-Cup: 1995, 1996, 1997

## Kader Saison 2024/25

### Das Kader der Saison 2024/25
| Nr.         | Spieler              | Geburtstag         | Nat.     | Nati-Auswahl | Ausleger | Im Verein seit | Vormaliges Team             |
| Torhüter    | Torhüter             | Torhüter           | Torhüter | Torhüter     | Torhüter | Torhüter       | Torhüter                    |
| ----------- | -------------------- | ------------------ | -------- | ------------ | -------- | -------------- | --------------------------- |
| 54          | Nicolas Schüpbach    | 26. August 1996    | Schweiz  |              |          | 2023           | Karlstad Innebandy Schweden |
| 35          | Eric Kunz            | 17. Dezember 2005  | Schweiz  |              |          | 2018           | UHC Alligator Malans        |
| Verteidiger |                      |                    |          |              |          |                |                             |
| 2           | Nicola Bischofberger | 12. August 1994    | Schweiz  | Schweiz      | Links    | 2022           | Linköping IBK               |
| 3           | Almiro Stüdeli       | 21. August 2002    | Schweiz  |              | Links    |                | Eigene Jugend               |
| 4           | Nils Conrad          | 27. September 1994 | Schweiz  | Schweiz      | Links    | 2015           | IBF Örebro Schweden         |
| 5           | Johan Larsson        | 12. Juli 1994      | Schweden |              | Links    | 2023           | Zug United                  |
| 21          | Niklas Rutz          | 1. Mai 1999        | Schweiz  | Deutschland  | Links    | 2013           | Eigene Jugend               |
| 56          | Damian Hocevarl      | 27. Juni 2005      | Schweiz  |              | Links    |                | Eigene Jugend               |
| 71          | Marco Eyer           | 17. Februar 1999   | Schweiz  |              | Rechts   | 2019           | Kloten-Dietlikon Jets       |
| 84          | Tim Aeschimann       | 1. Oktober 1999    | Schweiz  |              | Rechts   |                | Eigene Jugend               |
| Stürmer     |                      |                    |          |              |          |                |                             |
| 7           | Levin Conrad         | 19. März 1998      | Schweiz  |              | Links    | 2019           | Floorball Thurgau           |
| 8           | Flavio Graf          | 22. Juni 2002      | Schweiz  |              | Links    | 2015           | Eigene Jugend               |
| 9           | Kimo Oesch           | 19. März 2003      | Schweiz  |              | Links    | 2017           | Eigene Jugend               |
| 10          | Markus Lindgjerdet   | 16. Januar 1993    | Norwegen | Norwegen     | Rechts   | 2021           | IBF Örebro Schweden         |
| 11          | Manuel Maurer        | 14. August 1993    | Schweiz  | Schweiz      | Links    | 2024           | Växjö IBK                   |
| 12          | Severin Ott          | 5. Juli 2002       | Schweiz  |              | Links    | 2013           | Eigene Jugend               |
| 13          | Claudio Mutter       | 5. Januar 1996     | Schweiz  | Schweiz      | Rechts   | 2022           | IK Sirius IBK Schweden      |
| 15          | Manuel Matt          | 15. November 2002  | Schweiz  |              | Links    | 2011           | Eigene Jugend               |
| 19          | Noah Püntener        | 12. Juli 1999      | Schweiz  |              | Links    | 2019           | SV Wiler Ersigen            |
| 22          | Michel Wöcke         | 4. Dezember 1995   | Schweiz  | Deutschland  | Links    | 2008           | Eigene Jugend               |
| 23          | Tobias Studer        | 28. März 1998      | Schweiz  | Schweiz      | Rechts   | 2012           | Eigene Jugend               |
| 61          | Nico Mutter          | 2. Juli 1998       | Schweiz  |              | Rechts   | 2023           | Warberg IC Schweden         |
| 91          | Timo Graf            | 23. April 2004     | Schweiz  |              | Links    | 2015           | Eigene Jugend               |

### Team-Betreuer 2024/25
| Name             | Geburtstag        | Nationalität | Funktion         |
| ---------------- | ----------------- | ------------ | ---------------- |
| Samuel Eberle    | 24. Juni 1989     | Schweiz      | Cheftrainer      |
| Kari Koskelainen | 24. Mai 1982      | Finnland     | Assistenztrainer |
| Tero Kotilainen  | 14. März 1976     | Finnland     | Assistenztrainer |
| Mirco Casteletti | 10. Oktober 1993  | Schweiz      | Torhütertrainer  |
| Thomas Ziegler   |                   | Schweiz      | Sportchef        |
| Andreas Fisch    |                   | Schweiz      | Sportchef        |
| Marc Peyer       |                   | Schweiz      | Athletiktrainer  |
| Philipp Purkert  | 25. November 1984 | Deutschland  | Physiotherapeut  |
| Fabian Schaller  | 16. März 1983     | Schweiz      | Teamarzt         |

## Die Trainer seit 1983
| von  |     | bis   | Name                       | Geburtstag        | Nationalität |
| ---- | --- | ----- | -------------------------- | ----------------- | ------------ |
| 2024 | bis | heute | Samuel Eberle              | 24. Juni 1989     | Schweiz      |
| 2019 | bis | 2024  | Philipp Krebs              | 4. Dezember 1993  | Schweiz      |
| 2018 | bis | 2019  | Jukka Kinnunen             | 12. März 1980     | Finnland     |
| 2012 | bis | 2018  | Rolf Kern                  | 20. Januar 1976   | Schweiz      |
| 2011 | bis | 2012  | Daniel Costa               | 10. Mai 1980      | Schweiz      |
| 2010 | bis | 2011  | Lars Eriksson              | 18. Dezember 1967 | Finnland     |
| 2008 | bis | 2010  | Radim Cepek                | 6. Dezember 1975  | Tschechien   |
| 2008 | bis | 2008  | Roger Gerber a. i.         | 26. Dezember 1979 | Schweiz      |
| 2008 | bis | 2008  | Sascha Brendler a. i.      | 31. März 1974     | Schweiz      |
| 2007 | bis | 2008  | Sascha Rhyner a. i.        | 5. Oktober 1973   | Schweiz      |
| 2007 | bis | 2007  | Thomas Wetter              | 7. Mai 1975       | Schweiz      |
| 2005 | bis | 2007  | Philippe Soutter           | 30. Juni 1962     | Schweiz      |
| 2002 | bis | 2005  | Sascha Brendler            | 31. März 1974     | Schweiz      |
| 2002 | bis | 2002  | Philipp Vollenweider a. i. |                   | Schweiz      |
| 2001 | bis | 2002  | Daniel Sabathy             | 6. Juni 1967      | Schweiz      |
| 1999 | bis | 2001  | Christoffer Häggström      |                   | Schweden     |
| 1999 | bis | 1999  | Daniel Brunner             |                   | Schweiz      |
| 1997 | bis | 1999  | Urs Kindhauser             | 23. Januar 1964   | Schweiz      |
| 1993 | bis | 1997  | Daniel Sabathy             | 6. Juni 1967      | Schweiz      |
| 1992 | bis | 1993  | Bruno Müller               |                   | Schweiz      |
| 1990 | bis | 1992  | Felix Coray                | 1962              | Schweiz      |
| 1985 | bis | 1990  | Markus Basler              |                   | Schweiz      |
| 1985 | bis | 1986  | Eduard Löffel              |                   | Schweiz      |
| 1983 | bis | 1985  | Felix Arbenz               | 16. August 1964   | Schweiz      |

## Die Präsidenten seit 1983
| von  |     | bis  | Name                 | Nationalität |
| ---- | --- | ---- | -------------------- | ------------ |
| 2019 | bis |      | Eric Fischer         | Schweiz      |
| 2013 | bis | 2019 | Rudolf Winkler       | Schweiz      |
| 2011 | bis | 2013 | Andri Ventura        | Schweiz      |
| 2006 | bis | 2011 | Willy Albrecht       | Schweiz      |
| 2002 | bis | 2006 | Ursula Dolski        | Schweiz      |
| 2001 | bis | 2002 | Felix Arbenz         | Schweiz      |
| 1996 | bis | 2001 | Thomas Brunner       | Schweiz      |
| 1994 | bis | 1996 | Konrad Lieske        | Schweiz      |
| 1993 | bis | 1994 | Reinhard Zirn        | Schweiz      |
| 1990 | bis | 1993 | Markus Basler        | Schweiz      |
| 1985 | bis | 1990 | Konrad Lieske        | Schweiz      |
| 1984 | bis | 1985 | Urs Kindhauser a. i. | Schweiz      |
| 1983 | bis | 1985 | Konrad Lieske        | Schweiz      |

## Statistiken

### Zuschauerzahlen
| Saison    | Heimspiele | Total | Durchschnitt | Zuschauerrekord | Gegen                    |
| --------- | ---------- | ----- | ------------ | --------------- | ------------------------ |
| 2023/2024 | 16         | 22275 | 1392         | 1950            | Grasshopper Club Zürich  |
| 2022/2023 | 16         | 19750 | 1234         | 1950            | Floorball Köniz          |
| 2021/2022 | 13         | 10718 | 824          | 987             | Unihockey Tigers Langnau |
| 2020/2021 | 11         | 13755 | 1200         | 1600            | Zug United               |
| 2019/2020 | 11         | 13755 | 1200         | 1600            | Zug United               |
| 2018/2019 | 13         | 14332 | 1102         | 1950            | Grasshopper Club Zürich  |
| 2017/2018 | 15         | 11107 | 740          | 2176            | Tigers Langnau           |
| 2016/2017 | 14         | 8840  | 631          | 2050            | Floorball Köniz          |
| 2015/2016 | 17         | 14646 | 862          | 2250            | Grasshopper Club Zürich  |
| 2014/2015 | 13         | 5160  | 397          | 1510            | Grasshopper Club Zürich  |
| 2013/2014 | 13         | 3875  | 298          | 593             | Grasshopper Club Zürich  |
| 2012/2013 | 16         | 6367  | 398          | 937             | UHC Alligator Malans     |
| 2011/2012 | 14         | 4090  | 292          | 462             | Tigers Langnau           |
| 2010/2011 | 13         | 4330  | 333          | 718             | SV Wiler-Ersigen         |
| 2009/2010 | 17         | 10336 | 608          | 1507            | SV Wiler-Ersigen         |
| 2008/2009 | 11         | 3527  | 321          | 473             | SV Wiler-Ersigen         |
| 2007/2008 | 12         | 4419  | 368          | 746             | Grasshopper Club Zürich  |
| 2006/2007 | 13         | 5284  | 406          | 700             | SV Wiler-Ersigen         |
| 2005/2006 | 11         | 4420  | 402          | 640             | SV Wiler-Ersigen         |

### Topscorer
Die Topscorer von 1999 bis heute inkl. Playoffs.
| Saison    | Name                 | Nat        | T  | A  | Pkt |
| --------- | -------------------- | ---------- | -- | -- | --- |
| 2023/2024 | Claudio Mutter       | Schweiz    | 23 | 24 | 47  |
| 2022/2023 | Claudio Mutter       | Schweiz    | 29 | 23 | 52  |
| 2021/2022 | Noah Puentener       | Schweiz    | 19 | 18 | 37  |
| 2020/2021 | Michel Wöcke         | Schweiz    | 13 | 7  | 20  |
| 2019/2020 | Tuomas Iskola        | Finnland   | 18 | 13 | 31  |
| 2018/2019 | Michel Wöcke         | Schweiz    | 17 | 17 | 34  |
| 2017/2018 | Fredrik Holtz        | Schweden   | 29 | 28 | 57  |
| 2016/2017 | Fredrik Holtz        | Schweden   | 28 | 15 | 43  |
| 2015/2016 | Mikko Hautaniemi     | Finnland   | 28 | 22 | 50  |
| 2014/2015 | Mikko Hautaniemi     | Finnland   | 41 | 13 | 54  |
| 2013/2014 | Moritz Schaub        | Schweiz    | 28 | 12 | 40  |
| 2012/2013 | Mikko Hautaniemi     | Finnland   | 37 | 20 | 57  |
| 2011/2012 | Mikko Hautaniemi     | Finnland   | 50 | 23 | 73  |
| 2010/2011 | Vojtech Skalik       | Tschechien | 28 | 12 | 40  |
| 2009/2010 | Radim Cepek          | Tschechien | 23 | 28 | 51  |
| 2008/2009 | Vojtech Skalik       | Tschechien | 18 | 17 | 35  |
| 2007/2008 | Cedric Rüegsegger    | Schweiz    | 19 | 19 | 38  |
| 2006/2007 | Cedric Rüegsegger    | Schweiz    | 22 | 7  | 29  |
| 2005/2006 | Radim Cepek          | Tschechien | 28 | 22 | 50  |
| 2004/2005 | Radim Cepek          | Tschechien | 31 | 26 | 57  |
| 2003/2004 | Thomas Weber         | Schweiz    | 23 | 22 | 45  |
| 2002/2003 | Radim Cepek          | Tschechien | 20 | 17 | 45  |
| 2001/2002 | Simon Eichmann       | Schweiz    | 23 | 15 | 38  |
| 2000/2001 | Simon Eichmann       | Schweiz    | 9  | 14 | 23  |
| 1999/2000 | Philipp Vollenweider | Schweiz    | 18 | 6  | 24  |

## Legende - ehemalige Spieler

### HC Rychenberg Winterthur: Bekannte und ausländische Ex-Spieler von 1983 bis heute
| Name                     | Geburtstag         | Nationalität | Im NLA-Team                 | Stammklub                                 | Länderspiele    |              |
| Die Torhüter             | Die Torhüter       | Die Torhüter | Die Torhüter                | Die Torhüter                              | Die Torhüter    | Die Torhüter |
| ------------------------ | ------------------ | ------------ | --------------------------- | ----------------------------------------- | --------------- | ------------ |
| Andreas Böhm             | 10. Oktober 1974   | Schweiz      | bis 2004                    |                                           | div. Österreich |              |
| Adrian Bosshardt         | 20. November 1975  | Schweiz      | 1987 bis 2006               | HC Rychenberg                             | 8               |              |
| Werner Heiniger          | 7. August 1964     | Schweiz      | 1983 bis                    | HC Rychenberg                             | -               |              |
| Patrick Kellenberger     | 14. September 1978 | Schweiz      | bis 2003                    |                                           |                 |              |
| Patrick Eder             | 25. Juli 1990      | Schweiz      | bis 2014–2016               | Bern Capitals                             | 50              |              |
| Jakob Lieske             | 23. April 1968     | Schweiz      | 1984 bis 2001               | HC Rychenberg                             | 20              |              |
| Pascal Meier             | 18. Juni 1990      | Schweiz      | bis 2013 / 2022–2023        | Kloten-Bülach Jets                        | 120             |              |
| Edi-Marc Schütz          | 19. September 1981 | Schweiz      | 2005 bis 2010               | UHC Uster                                 | 3               |              |
| Die Verteidiger          |                    |              |                             |                                           |                 |              |
| Jürg Billeter            | 26. Juli 1967      | Schweiz      | 1984 bis                    | HC Rychenberg                             |                 |              |
| Simon Eichmann           | 30. August 1982    | Schweiz      | 1998 bis 2011               | UHC Wila                                  | 38              |              |
| Matthias Ettlin          | 5. April 1976      | Schweiz      | bis 2000                    | HC Rychenberg                             | 31              |              |
| Roger Gerber             | 26. Dezember 1979  | Schweiz      | 2005 bis 2007               | UHC Sulz-Rickenbach                       | 40              |              |
| Terry Hawkridge          | 13. Februar 1976   | Schweiz      | bis 2003                    |                                           | 2               |              |
| Dominik Heller           | 13. Januar 1979    | Schweiz      | 2005 bis 2010               | Jona-Uznach Flames                        | 3               |              |
| Thomas Keiser            | 4. August 1966     | Schweiz      | 1988 bis 1995               | UHC Dietlikon                             | 21              |              |
| Mikael Kari Johannes Lax | 30. Juni 1988      | Finnland     | 2011 bis 2013               | SBS Rupr, Huittinen Finnland              | div.            |              |
| Jonathan Nilsson         | 3. Juli 1995       | Schweden     | 2023 bis 2024               | Växjö IBK                                 | -               |              |
| Roger Lindberg           |                    | Schweden     | 1993 bis 1994               | Schweden                                  | -               |              |
| Niko Nordlund            | 4. Oktober 1982    | Finnland     | 2004 bis 2005               | SC Classic, Tampere Finnland              | div.            |              |
| Roger Pfiffner           |                    | Schweiz      | 1984 bis                    | HC Rychenberg                             | 1               |              |
| Adam Štegl               | 4. August 1990     | Tschechien   | 2008                        | Tatran Střešovice, Prag                   | div.            |              |
| Jonas Thomsson           | 7. September 1983  | Schweden     | 2008 bis 2010               | KAIS Mora IF, Mora Schweden               | div. Estland    |              |
| Daniel Villiger          | 2. November 1979   | Schweiz      | bis 2004                    | HC Rychenberg                             | 2               |              |
| Thomas Weber             | 21. April 1977     | Schweiz      | 2001 bis 2011               | UHC Rot-Weiss Chur                        | 70              |              |
| Die Center               |                    |              |                             |                                           |                 |              |
| Felix Arbenz             | 16. August 1964    | Schweiz      | 1983 bis 1995               | HC Rychenberg                             | 29              |              |
| Radim Cepek              | 6. Dezember 1975   | Tschechien   | 2002 bis 2010               | FBC Pepino Ostrava                        | 127             |              |
| Daniel Folta             | 7. März 1977       | Tschechien   | 1997                        | 1. SC Vítkovice, Ostrava                  | div.            |              |
| Joel Friolet             | 13. September 1989 | Schweiz      | 1998 bis 2011               | HC Rychenberg                             | 2               |              |
| Jonas Grunder            | 31. August 1984    | Schweiz      | 1993 bis 2010               | HC Rychenberg                             | 3               |              |
| Christoffer Häggström    |                    | Schweden     | 1998 bis 2001               | Schweden                                  | -               |              |
| Jukka-Pekka Kinnunen     | 12. März 1980      | Finnland     | 2010 bis 2013               | Haukiputaan Hillerit, Haukipudas Finnland | 4               |              |
| Markus Leemann           | 8. März 1971       | Schweiz      | 1991 bis 1999               | UHC Sulz-Rickenbach                       | -               |              |
| Reto Leemann             | 7. Mai 1976        | Schweiz      | bis 2008                    | HC Rychenberg                             | -               |              |
| Andreas Rutishauser      | 21. Januar 1968    | Schweiz      | 1990 bis 1993 1995 bis 1996 | UHC Kloten                                | 8               |              |
| Philipp Vollenweider     | 5. Februar 1976    | Schweiz      | bis 2006                    | HC Rychenberg                             | -               |              |
| Die Stürmer              |                    |              |                             |                                           |                 |              |
| Emil Antolovic           | 12. Januar 1973    | Schweden     | 1993 bis 1994               | Dalhems U-klubb, Dalhem Schweden          |                 |              |
| Roman Arpagaus           | 7. Juli 1967       | Schweiz      | 1990 bis 2000               | UHC Tornado Bazenheid                     | 22              |              |
| Magnus Ekman             |                    | Schweden     | ab 1995                     | Schweden                                  |                 |              |
| Alain Georg              | 12. Oktober 1966   | Schweiz      | 1984 bis 1993               | HC Rychenberg                             | 6               |              |
| Daniel Jäger             | 18. März 1969      | Schweiz      | 1992 bis 1999               | UHC Tornado Bazenheid                     | 1               |              |
| Rolf Kern                | 20. Januar 1976    | Schweiz      | 1995 bis 2008               | HC Rychenberg                             | 30              |              |
| Pavel Kožušník           | 21. Februar 1977   | Tschechien   | 2005                        | FK Torpedo Havířov, Havířov               | div.            |              |
| Konrad Lieske            | 22. Mai 1965       | Schweiz      | 1983 bis 1991               | HC Rychenberg                             | 1               |              |
| Alex Matt                |                    | Schweiz      |                             |                                           | 46              |              |
| Marcel Notz              | 5. August 1968     | Schweiz      | ab 1989                     | Giants Kloten                             | 3               |              |
| Heikki Rantala           | 26. April 1982     | Finnland     | 2006 bis 2007               | Tampereen Gunners, Tampere Finnland       | -               |              |
| Cédric Rüegsegger        | 15. Februar 1982   | Schweiz      | bis 2012                    | SV Wiler-Ersigen                          | 19              |              |
| Michael Scholz           | 20. März 1976      | Schweiz      | bis 1999                    | HC Rychenberg                             | -               |              |
| Mark Schuler             | 26. Dezember 1984  | Schweiz      | bis 2008                    | HC Rychenberg                             | 1               |              |
| Vojtěch Skalík           | 8. August 1986     | Tschechien   | 2008 bis 2012               | FK Torpedo Havířov, Havířov               | div.            |              |
| Thomas Wolfer            | 14. September 1984 | Schweiz      | 2008 bis 2011               | HC Rychenberg                             | 3               |              |
| Michael Zürcher          | 3. März 1981       | Schweiz      | 2001 bis 2006               | UHC Kanti Bülach                          | 139             |              |

Bekannte Ex-Spielerinnen von 1986 bis 2000 
(Jahre über 2000 hinaus in der abgespaltenen Organisation Red Ants Rychenberg Winterthur): Regula Kindhauser (1986 bis 2002), Monika Minder (1992 bis), Annetta Steiner (1992 bis 1998), Meria Maria Pitkänen (FIN, 1995 bis 1996), Sabine Forster (1995 bis 2006), Trix Roth (1996 bis 2002), Manuela Zürcher (1997 bis 2000), Nicole Rieser (1998 bis 2002), Johanna Breiding (1999 bis 2002), Susan Brunner-Sägesser (bis 1999), Marisa Mazzarelli (bis 2002), Valerie Nad (bis 1999), Natalie Stadelmann (bis 2011), Béatrice Trachsel (bis 2003), Margot Ulmer (bis 2002), Monika Zeugin, Steffi Buchli.